# Eduard Popper
Eduard Popper († květen 2025) byl český lékař specializující se na dětskou rehabilitační medicínu, známý zejména jako odborník na KISS syndrom, blokádu krční páteře u kojenců.

## Vzdělání
V roce 1961 maturoval na gymnáziu v Broumově. Absolvoval studium všeobecného lékařství na Lékařské fakultě Univerzity Karlovy v Hradci Králové.

## Pracovní život
Řadu let působil na Rehabilitační klinice Fakultní nemocnice Hradec Králové, kde se věnoval léčbě onemocnění pohybového aparátu, a to především u dětí.
Eduard Popper byl odborníkem na KISS syndrom (Kinematic Imbalance due to Suboccipital Stress) – blokádu krční páteře a skloubení týlní kosti a prvního krčního obratle. Tento stav může negativně ovlivnit psychomotorický vývoj dítěte. Včasnou diagnostikou a léčbou Popper přispíval ke zlepšení kvality života těchto dětí.

## Ocenění
V dubnu 2025 obdržel Cenu Dr. Františka Ulricha, kterou uděluje statutární město Hradec Králové výjimečným osobnostem kulturního, společenského a sportovního života. Ocenění získal za celoživotní špičkovou a obětavou práci v oboru dětské rehabilitace.